# Praha-Klánovice
Praha-Klánovice – przystanek kolejowy w Pradze, w dzielnicy Klánovice, w Czechach przy ulicy U Trativodu 91. Znajduje się na linii kolejowej Praga – Kolín. Znajduje się na wysokości 255 m n.p.m.
Jest zarządzany przez Správę železnic. Na przystanku zatrzymują się pociągi systemu szybkiej kolei miejskiej Esko w Pradze.

## Linie kolejowe
- 011 Praha - Kolín